# Brazilia
Brazilia (în portugheză Brasil), oficial Republica Federativă a Braziliei (República Federativa do Brasilⓘ), este o republică federativă formată din 27 de unități federative — Districtul Federal și 26 de state. Țara este împărțită administrativ în 5.564 de municipii. În 2024 avea o populație de 212.583.750 de locuitori și o suprafață de 8.511.965 km², ocupând 47% din teritoriul continentului sud-american. Comparată cu celelalte țări ale lumii, Brazilia ocupă locul al șaselea după numărul populației și poziția a cincea după suprafață. Fiind a noua putere economică din lume și cea mai mare din America Latină, Brazilia are astăzi o influență internațională mare, atât la nivel regional cât și la nivel global. De asemenea, aproximativ 15-20% din biodiversitatea mondială se concentrează aici, exemple ale acestei bogății fiind Pădurea Amazoniană, Pantanal și Cerrado.
Brazilia se învecinează cu Venezuela, Guyana, Surinam și Guyana Franceză la nord, cu statul columbian la nord-vest, cu Peru și Bolivia la vest, cu Paraguay și Argentina la sud-vest și cu Uruguay la sud. Dintre țările Americii de Sud, doar Chile și Ecuador nu au frontieră comună cu această țară. La nord-est, est și sud-est, Brazilia are ieșire la Oceanul Atlantic. De asemenea, în larg, departe de coastă, țara posedă și câteva arhipelaguri, cum ar fi Fernando de Noronha.
Înainte ca portughezii să ajungă în Brazilia, acest teritoriu era locuit de aproximativ 5 milioane de amerindieni. Oficial, cel care a descoperit Brazilia este Pedro Álvares Cabral. La 22 aprilie 1500, Cabral a luat în stăpânire coastele orientale braziliene, teritoriu care astăzi corespunde, aproximativ, cu zona în care se află orașul Porto Seguro (statul Bahia). Colonizarea a început în 1532 odată cu fondarea cetății São Vicente de Martim Afonso de Sousa. Mai târziu, la 7 septembrie 1822, Brazilia și-a declarat independența și a devenit o monarhie constituțională. Imperiul Brazilian a avut o existență de 67 de ani, perioadă în care a fost condus de doi împărați. În 1889, o lovitură de stat militară a cauzat demisia primului ministru Afonso Celso de Assis Figueiredo. Apoi, sub influența mișcării republicane, mareșalul Deodoro da Fonseca a proclamat republica și a forțat exilul familiei imperiale. După lovitura de stat, Imperiul Braziliei s-a transformat în Republica Statelor Unite ale Braziliei, Deodoro da Fonseca devenind primul președinte al Braziliei. În secolul al XX-lea s-au remarcat personalități politice precum Getúlio Vargas și Juscelino Kubitschek.
În ciuda faptului că Brazilia este a cincea țară a lumii ca populație, ea are una dintre cele mai mici densități ale populației. Majoritatea locuitorilor trăiesc în zonele situate de-a lungul litoralului, pe când interiorul și partea de vest se caracterizează printr-o populare extrem de scăzută.
Brazilia este unica țară americană în care limba oficială este portugheza, acest lucru fiind rezultatul colonizării portugheze. Religia predominantă este romano-catolicismul, Brazilia fiind statul cu cel mai mare număr de catolici de pe Glob. Există însă și reprezentanți ai altor culte, în special protestanți, dar și atei. Societatea braziliană este, printre altele, una dintre cele mai diverse din punct de vedere etnic, fiind formată din descendenții europenilor, popoarelor autohtone, africane și asiatice.

## Etimologie
Originile termenului „Brazilia” nu pot fi determinate cu exactitate. Filologul Adelino José da Silva Azevedo a emis ipoteza că acest cuvânt și-ar avea originile în limbile celtice, într-o legendă despre o „țară a deliciilor” văzută printre nori, însă tot el a observat că proveniența termenului se poate găsi chiar și în limba fenicienilor antici.

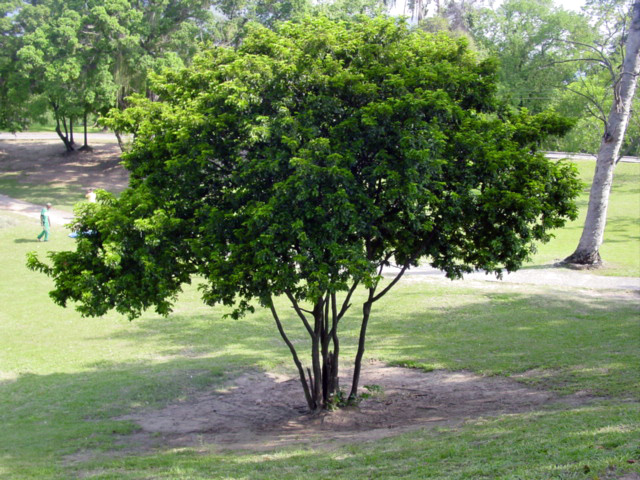
Arbore fernambuc din Rio de Janeiro.

În timpul perioadei coloniale, cronicari precum João de Barros, Frei Vicente do Salvador și Pero de Magalhães Gandavo au prezentat explicații concordante asupra originii numelui „Brazilia”. După aceștia, numele derivă de la fernambuc (Caesalpinia echinata), cunoscut în portugheză ca pau-brasil, o esență de lemn folosit pentru spălarea țesăturilor. În epoca marilor descoperiri geografice, se obișnuia ca exploratorii să țină în mare secret descoperirile și cuceririle cu scopul de a le explora avantajos, însă zvonuri despre „insula Brazilia” amplasată în Oceanul Atlantic, de unde se putea extrage „lemnul brazilian” s-au răspândit imediat în întreaga Europă. Totuși, această teorie tradițională nu poate fi pe deplin adevărată, pentru că termenul „Brazilia” a apărut pe hărți abia în secolul al XIV-lea, cu referire la o insulă ce s-ar fi aflat la vest de Azore.
Etnonimul „brazilian” (brasileiro în portugheză) a apărut în secolul al XVI-lea, referindu-se la început doar la cei care s-au ocupat de afacerile cu fernambuc. Mai târziu a fost folosit pentru a-i desemna pe oamenii născuți în colonia portugheză pentru a-i deosebi de cei care proveneau din Portugalia. Termenul de „brazilian” a intrat în limbajul oficial cu sensul de „nativ al Braziliei” în anul 1824, acest eveniment fiind în strânsă legătură cu adoptarea primei constituții braziliene.
Înainte de a primi numele „Brazilia”, teritoriile fostei colonii portugheze au purtat diverse denumiri, ca de exemplu: Monte Pascoal (Muntele Paștelui), insula Vera Cruz (Adevărata Cruce), Terras de Santa Cruz (Țările Sfintei Cruci), Nova Lusitânia (Noua Lusitanie) și Cabrália (după Pedro Álvares Cabral, descoperitorul „oficial” al regiunii). Numele oficial actual, în portugheză este: República Federativa do Brasil, iar în română: Republica Federativă a Braziliei, care a intrat în uz în 1967. Denumirile precedente includeau și sintagmele: Imperiul Braziliei și apoi, în portugheză Estados Unidos do Brasil, în română: „Statele Unite ale Braziliei”.

## Istorie

### Perioada precolonială
Amerindienii au trecut în urmă cu 30–25 000 de ani strâmtoarea Bering ce făcea legătura între Siberia și Alaska. Determinați de scăderea nivelului mării și de creșterea numărului de calote glaciare, aceștia au traversat fâșia îngustă de pământ urmând traseul vânatului. În jurul anului 12 000 î.Hr. s-au răspândit în toată emisfera sudică a continentului american.

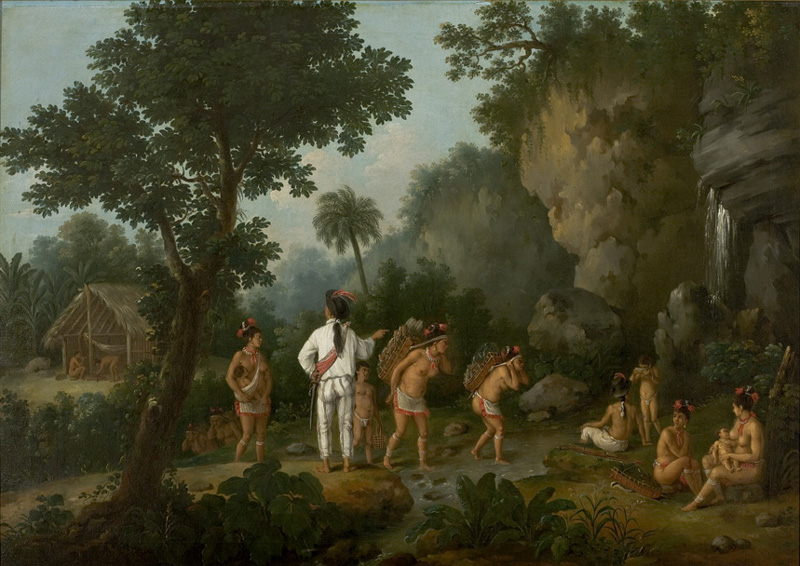
Amerindienii din Brazilia, tablou de Jean-Baptiste Debret.

Teritoriul care astăzi este controlat de Brazilia era locuit la început de aproximativ cinci milioane de amerindieni și era împărțit între două state europene, Castilia și Portugalia, chiar înaintea descoperirii sale oficiale. Tratatul de la Tordesillas, semnat în 1494, a fost un acord important pentru definirea unei viitoare frontiere a Braziliei. Conform tratatului, linia care leagă orașele Belém (statul Pará) și Laguna (statul Santa Catarina) a fost o linie de demarcație a zonelor de influență castiliană (apoi spaniolă) la vest și portugheză la est. Totuși, din cauza expansiunii portugheze spre vest, linia de demarcație s-a modificat spre apus.

### Începuturile colonizării
Oficial, descoperitorul Braziliei a fost Pedro Álvares Cabral. La 22 aprilie 1500, acesta a luat în stăpânire coastele orientale braziliene, teritoriu care astăzi corespunde, aproximativ, cu zona în care se află orașul Porto Seguro (statul Bahia). Colonizarea a început în 1532 odată cu fondarea cetății São Vicente de Martim Afonso de Sousa. De Sousa a condus două căpitănii — căpitănia São Vicente și cea a Noii Lusitanii (astăzi Pernambuco). Dintre toate cele douăsprezece căpitănii care au existat în perioada amintită, doar acestea două au prosperat. Nemulțumit cu această situație, regele Ioan III a decis să creeze un guvern central al coloniei pentru a elimina problemele, însă fără să desființeze căpităniile. L-a ales pe Tomé de Sousa să devină primul guvernator general. Guvernatorul numit de regele portughez a fondat la data de 29 martie 1549 orașul Salvador și i-a acordat statutul de „capitală” a Braziliei.
De-a lungul secolului al XVI-lea, s-a format sistemul economic al sclavagismului. Primii sclavi în Brazilia erau indivizi ai triburilor băștinașe, dar după o serie de atacuri sângeroase comise împotriva colonizatorilor a început aducerea de captivi noi din coloniile africane ale Portugaliei. Tot în această perioadă s-au întreprins și primele încercări de explorare a interiorului continental, proces care s-a dezvoltat în secolul următor.

### Dezvoltarea economică și invaziile străine

Formarea Braziliei (cu verde) și a celorlalte țări din America de Sud începând cu anul 1700.

Începutul colonizării portugheze pe teritoriul brazilian este reprezentat de prima invazie lusitană. Până în acel moment, Brazilia (sau „Pindorama”, semnificând „Țara Palmierilor”) era dominată de tribul de indieni numiți tupí. Tupii s-au opus dominației portugheze de multe ori, spre exemplu în Războiul Barbarilor, dar fiindcă nivelul lor de dezvoltare tehnologică a fost mult sub cel al colonizatorilor, nu au avut nicio șansă să recupereze dominația lor asupra teritoriilor acaparate de coloniștii portughezi.
În secolul al XVII-lea au avut loc câteva acțiuni militare împotriva francezilor care încercau să stabilească baze proprii în America de Sud, baze destinate pirateriei și afacerilor cu fernambuc, această intenție ducând la un război între Franța și Portugalia. Totul a culminat prin expulzarea francezilor conduși de către Nicolas Durand de Villegagnon (ei au construit Fort Coligny în orașul Rio de Janeiro de astăzi) și confirmarea hegemoniei portugheze în regiune.
Tot în secolul al XVII-lea s-a dezvoltat și agricultura. Au apărut primele fazende (ferme), care foloseau ca forță de muncă sclavii negri aduși din Africa, unde s-a cultivat tutun și mai ales trestie de zahăr în statele actuale Bahia, Pernambuco și, mai târziu, Rio de Janeiro. Expedițiile din São Paulo, ai căror participanți erau numiți bandeirantes (stegari), au dus la descoperirea aurului și plantelor medicinale în Minas Gerais.
Partea de nord-est a Braziliei a fost ocupată de olandezi în 1624 și mai apoi între 1630 și 1654. Contele Mauriciu de Nassau, numit guvernator al teritoriilor portugheze nou dobândite de către Compania olandeză a Indiilor de Vest, a întemeiat o administrație înfloritoare sub numele de „Brazilia olandeză”. El a părăsit teritoriul în 1644, întorcându-se în Europa. Administrația olandeză întemeiată de el nu a rezistat, sucombând în urma așa numitei „Revoluții pernambucane”, ale cărei cele mai importante bătălii au fost date la Guararapas. Atunci a fost fondat Quilombo dos Palmares, comandat de Zumbi, războinicul care a unit mii de negri ce au fugit din fazende, mulți amerindieni și albi săraci sau indezirabili. Quilombo a fost apărat cu eroism și violență, dar în cele din urmă a fost distrus de către bandeirantes conduși de Domingos Jorge Velho. Deși Zumbi a fost omorât și decapitat, în rândul sclavilor a circulat o legendă despre evadarea lui.
În secolul al XVIII-lea, deși producerea zahărului nu-și pierduse importanța sa economică, atenția Coroanei s-a concentrat asupra regiunii Minas Gerais unde au fost descoperite bogate filoane de aur. Acest fapt a dus la îmbogățirea rapidă a Regatului Portughez. Totuși, filoanele aurifere s-au epuizat înainte de sfârșitul secolului.

### Revolte coloniale

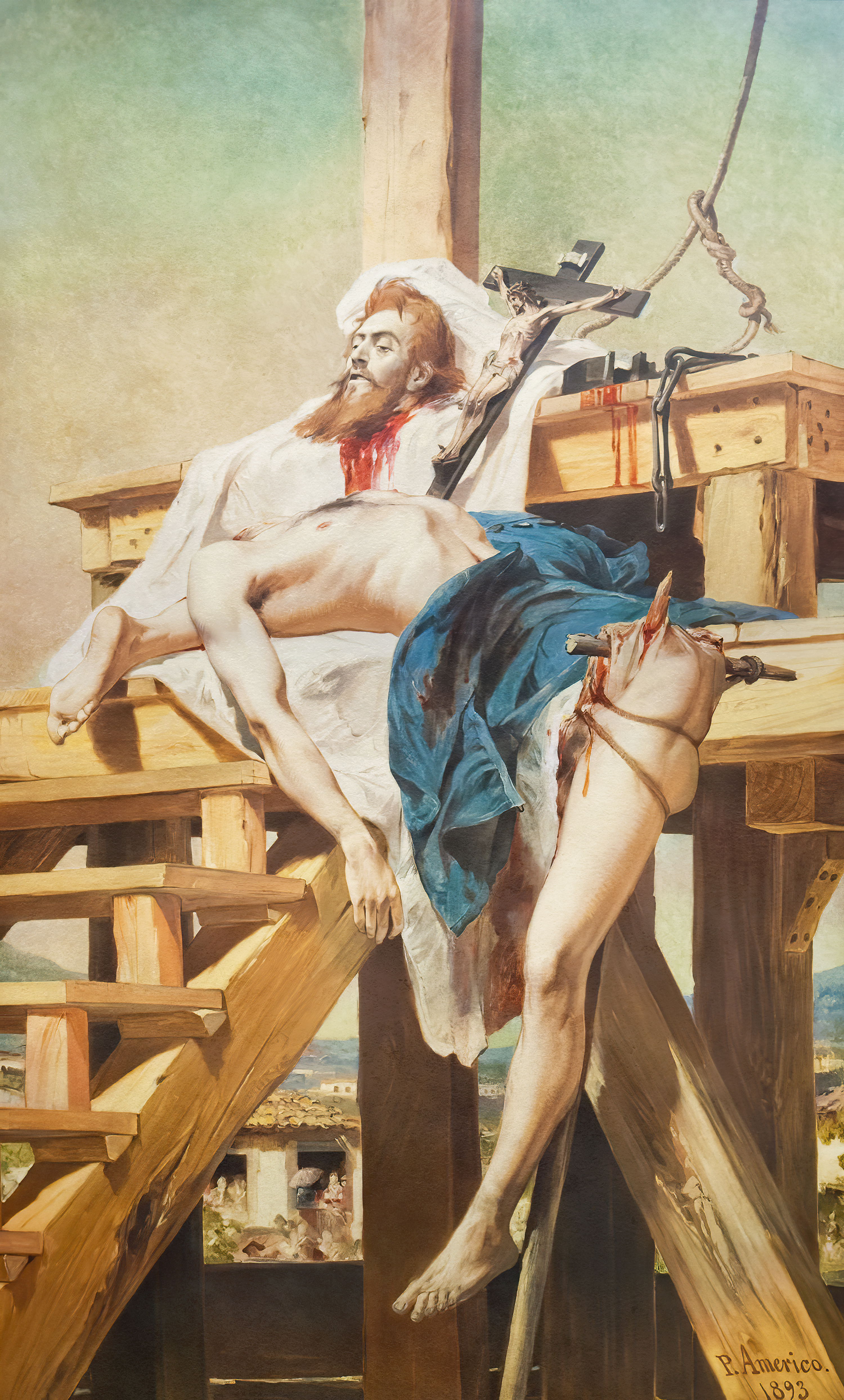
Joaquim José da Silva Xavier, supranumit Tiradentes, împărțit în patru după ce a fost acuzat că ar fi unul dintre conspiratorii Nesupunerii de la Minas Gerais.
Pictură realizată de Pedro Américo.

La sfârșitul secolului al XVII-lea, nemulțumirea coloniștilor a avut drept rezultat apariția primelor mișcări sociale împotriva Coroanei Portugheze. Una dintre cauzele acestor revolte a reprezentat-o slăbirea economiei teritoriilor coloniale. Două mișcări din această perioadă - Inconfidência Mineira (Nesupunera de la Minas Gerais) și Conjuração Baiana (Conjurația de la Bahia) - se remarcă prin faptul că scopul lor declarat a fost acela de a obține independența față de Portugalia.
Inconfidência Mineira a fost o mișcare care a apărut în sânul elitei economice din Minas Gerais ca reacție la efectele regresului mineritului din secolul al XVIII-lea. Din cauza crizei care lovea sectorul minier, impozitele crescânde către Coroana Portugheză au devenit din ce în ce mai greu de plătit. Centrul revoltei a fost orașul Vila Rica (astăzi Ouro Preto), nucleul conspiratorilor fiind alcătuit, printre alții, din poeții Cláudio Manuel da Costa și Tomás Antônio Gonzaga, coloneii Domingos de Abreu Vieira și Francisco Antônio de Oliveira Lopes și preotul José da Silva e Oliveira Rolim. Țelul principal al conspirației a fost cel de a elibera statul de sub dominația portugheză și de a organiza o republică după modelul francez. Prin trădarea lui Joaquim Silvério dos Reis, care a dezvăluit viceregelui numele tuturor conspiratorilor, mișcarea a fost anihilată prin arestarea și condamnarea lor pentru crimă de trădare și lezmajestate față de suveranul portughez.
Conjuração Baiana, deși avea aceleași scopuri ca Inconfidência Mineira, s-a născut nu în elita socială, ci a fost o mișcare mai amplă în toate păturile societății statului Bahia, incluzând și sclavii. Răzvrătiții au formulat și dezideratul eliberării sclavilor, instalarea unui guvern egalitar și introducerea sistemului republican. Guvernul local s-a sesizat foarte repede, datorită faptului că unii membri ai mișcării au distribuit foi volante de propagandă în care erau descrise solicitările conjurației.

### Independența

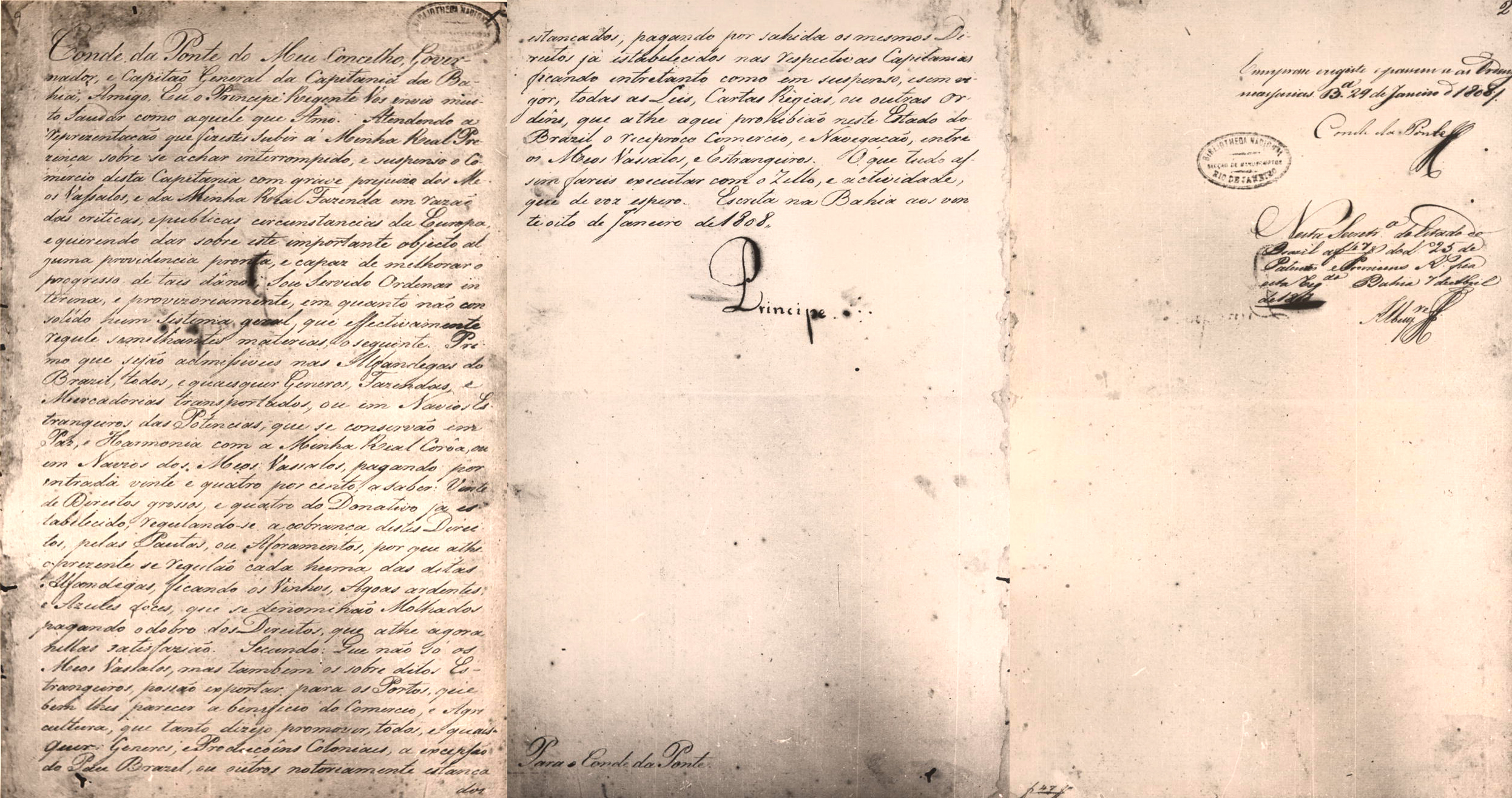
Decretul regal conform căruia porturile braziliene au fost deschise pentru navele britanice aliate.

În noiembrie 1807, trupele lui Napoleon Bonaparte au forțat curtea portugheză să se refugieze în Brazilia. Regele Ioan al VI-lea a sosit în Rio de Janeiro în 1808 după semnarea alianței defensive cu Anglia. În același an s-au deschis porturile braziliene vaselor națiunilor împrietenite, marcând sfârșitul epocii coloniale. Când orașul Rio de Janeiro a fost declarat capitală a Regatului Unit al Portugaliei, Braziliei și Algarvelor, Brazilia s-a transformat de iure din colonie în metropolă, act fără precedent în istoria omenirii.
Noua situație politică a nemulțumit multe grupări influente ale societății portugheze, stare ce a culminat prin Revoluția Liberală de la Porto declanșată în 1820. Liberalii au cerut regelui să revină în Portugalia și să restabilească statutul de colonie pentru Brazilia. Ioan al VI-lea a revenit în țară în 1821, numind pe fiul lui, Pedro, în funcția de regent al Braziliei. Deși a purtat titlul regal, Ioan al VI-lea a pierdut aproape întreaga putere în urma revoluției, având în continuare doar rol simbolic și reprezentativ. Liberalii au încercat să-l forțeze și pe regent să-și stabilească reședința la Lisabona, ceea ce ar fi dus la pierderea tuturor privilegiilor și implicit la revenirea la statutul de colonie al Braziliei. Petru a refuzat să dea curs solicitărilor Lisabonei și ca reacție a promulgat o lege conform căreia orice decizie emisă de Lisabona cu privire la fostele teritorii coloniale braziliene trebuia ratificată în Brazilia pentru a se putea pune în aplicare. În cele din urmă, la data de 7 septembrie 1822, Petru a declarat independența Braziliei, proclamându-se ca primul împărat al noii țări.

### Epoca imperială

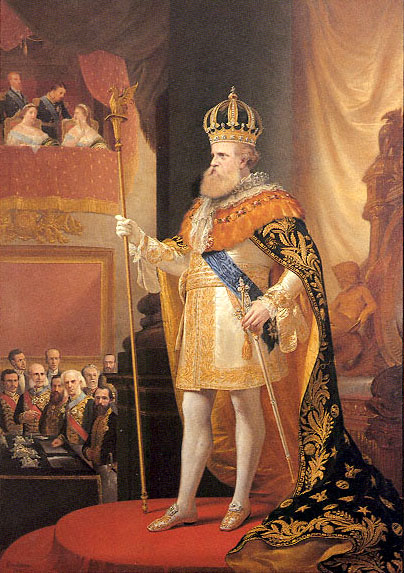
Împăratul Petru al II-lea al Braziliei.

După declararea independenței, Brazilia a devenit o monarhie constituțională. Imperiul Brazilian a avut o existență de 67 de ani, perioadă în care a fost condus de doi împărați. Petru I a revenit totuși în Portugalia pentru a asigura fiicei sale succesiunea la tronul portughez, renunțând la coroana braziliană. După o perioadă de regență, Pedro al II-lea, având vârsta de numai paisprezece ani, a fost încoronat ca al doilea împărat al Braziliei. În această epocă s-a dezvoltat agricultura și s-a construit rețeaua feroviară. De asemenea, țara a devenit o importantă forță militară maritimă; dispunea de cea de-a patra flotă de război din lume. În ciuda protestelor oligarhiilor din São Paulo, Rio de Janeiro și Minas Gerais, sclavia a fost abolită în 1888. Cauzele abolirii sclavagismului au fost multiple, cea mai importantă fiind regresul traficului sclavilor din Africa și opoziția personală a împăratului față de sclavagism.
După 1870 au apărut primele mișcări republicane, iar după abolirea sclaviei, Brazilia s-a confruntat cu o acută lipsă de forță de muncă, criză ce a fost rezolvată prin atragerea unui mare număr de imigranți, cei mai mulți din Italia și Portugalia. În 1889, o lovitură de stat militară a condus la demisia primului ministru Afonso Celso de Assis Figueiredo, iar mai apoi, sub influența mișcării republicane, mareșalul Deodoro da Fonseca a proclamat republica, pe 15 noiembrie 1889, și a forțat exilul familiei împăratului.

### Republica

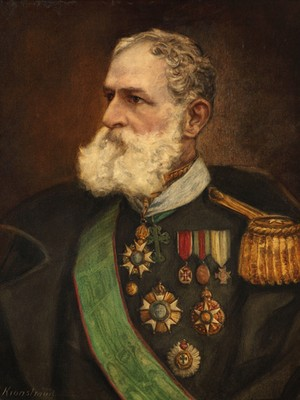
Deodoro da Fonseca a proclamat Republica, devenind astfel primul președinte al Braziliei.

După lovitura de stat, Imperiul Brazilian s-a transformat în Republica Statelor Unite ale Braziliei, Deodoro da Fonseca devenind primul președinte al Braziliei. O perioadă a Republicii Vechi a fost cunoscută sub denumirea de „republica de cafea cu lapte”, ceea ce făcea aluzie la alternarea controlului asupra președinției între reprezentanții statelor dominante São Paulo și Minas Gerais. Junta militară a început să conducă republica în 1930. Getúlio Vargas a fost ales președinte ceva mai târziu și a rămas în funcție, ca dictator, până în 1945. După restaurarea unei formei de guvernare democratice, Vargas a fost ales președinte încă o dată în 1951 și a rămas în funcție până în 1954, când s-a sinucis.
După 1930, guvernele braziliene s-au concentrat pe dezvoltarea interiorului țării. Mandatul lui Juscelino Kubitschek s-a remarcat prin campania politică a cărei deviză a fost „cincizeci de ani în cinci”. Atunci, în 1956, a demarat construirea orașului Brasília, care ulterior a devenit capitala Braziliei, în 1960; perioada președinției lui Kubitschek s-a caracterizat și prin intensiva dezvoltare a industriei.
Militarii au acaparat încă o dată controlul asupra statului după o lovitură de stat în 1964 și au rămas la putere până în 1985 când au fost înlăturați în urma luptelor dintre regim și elitele braziliene. În 1967, numele statului a fost schimbat la cel actual, Republica Federativă a Braziliei. Democrația a fost restabilită în 1988 când a fost promulgată actuala constituție, iar primul președinte democratic ales după dictatura militară a fost Fernando Collor de Mello. În 1992, Congresul Național a votat pentru impeachment-ul împotriva lui Collor, după ce acesta a fost implicat într-o serie de scandaluri dezvăluite de mediile de informare. Itamar Franco, succesorul lui, a implementat Plano Real, un plan economic al cărui scop primordial a fost îmbunătățirea situației financiare a statului. Una dintre reformele introduse prin acest plan a fost înlocuirea monedei de până atunci, cruzeiro, cu cea nouă, denumită real, la început fixată ca valoare la paritate cu dolarul american. Președintele actual al Braziliei este Luiz Inácio Lula da Silva, ales în 2022.

## Guvernul și politica

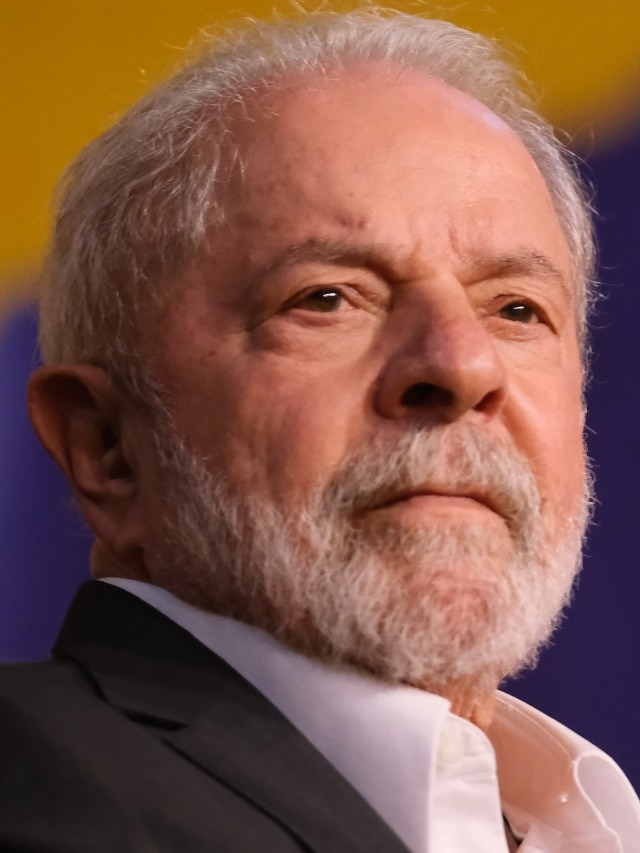
Luiz Inácio Lula da Silva, președintele Braziliei.

Conform constituției din 1988, Brazilia este o republică federativă prezidențială. Forma de guvernământ a fost inspirată de modelul Statelor Unite ale Americii, însă sistemul juridic brazilian urmează tradiția romano-germanică a dreptului pozitiv. Unitățile federative ale Braziliei nu se bucură de aceeași autonomie ca cele ale Statelor Unite, prerogativele de autoguvernare fiind extrem de limitate prin puterea lor redusă privind legiferarea.
Sistemul politic brazilian este bazat pe principiul separării puterilor în stat al lui Montesquieu, puterea legislativă, puterea executivă și puterea judecătorească fiind independente și având aceeași importanță. 

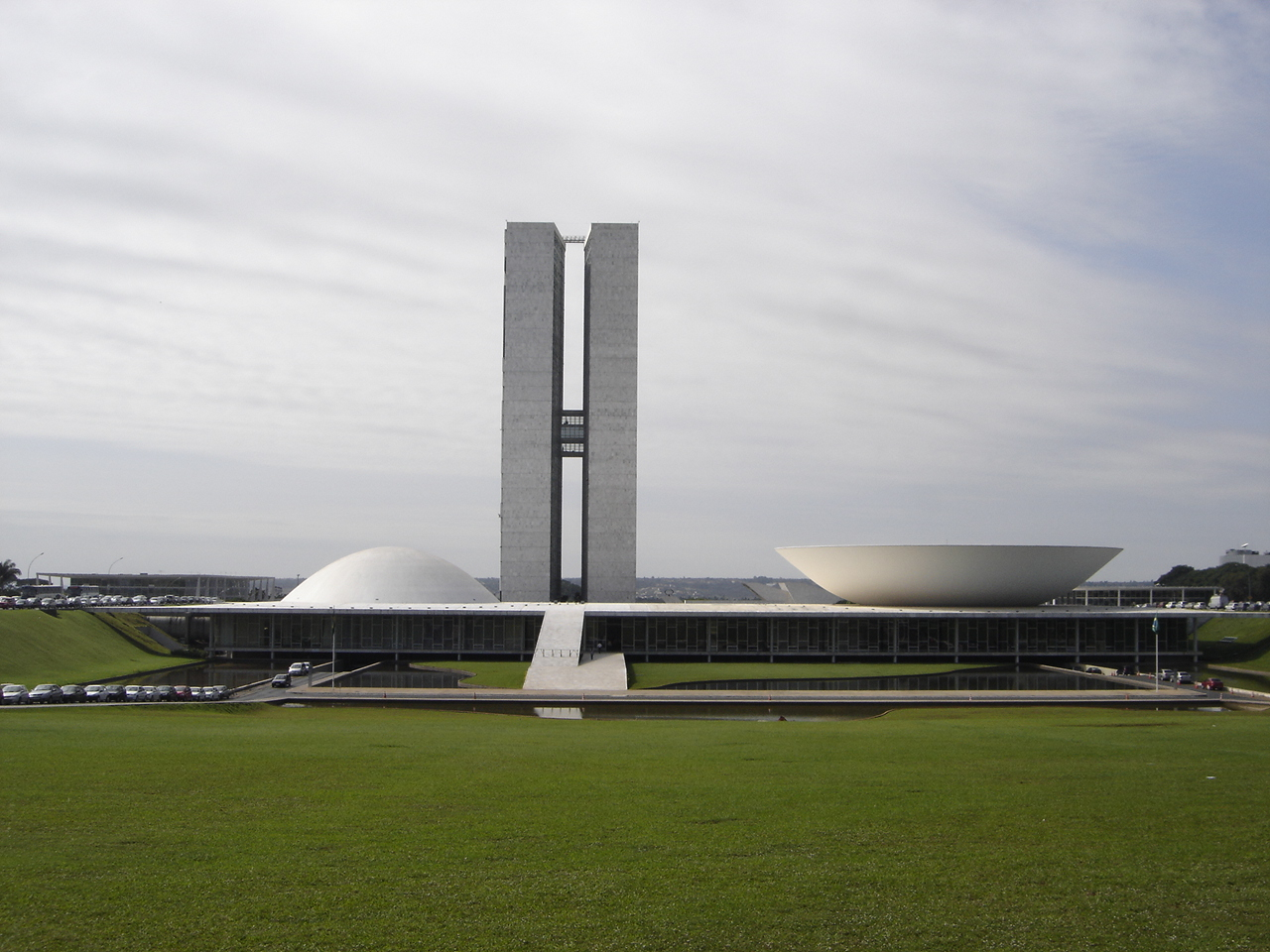
Congresul Național — sediul puterii legislative.

Puterea executivă este exercitată de președintele Republicii, care cumulează funcția de șef al statului cu cea de șef al guvernului. Este ales pentru o perioadă de patru ani și poate fi reales consecutiv. Actualul președinte al Braziliei este Luiz Inácio Lula da Silva, numit în funcție în urma alegerilor din 2 octombrie 2022. Puterea legislativă este reprezentată de Congresul Național, împărțit în două camere — Camera Deputaților cu mandat de patru ani și Senatul Federal, ai cărui membri au un mandat pe o perioadă de opt ani. Puterea judecătorească este exercitată de curți și tribunale. Instanța superioară a puterii judecătorești este Tribunalul Federal Suprem, compus din unsprezece judecători numiți de președinte cu aprobarea Senatului.

### Legislație
Sistemul juridic brazilian este bazat pe tradiția romano-germanică. Astfel, dispozițiile dreptului civil prevalează asupra practicilor dreptului comun. Cel mai important act legislativ în Brazilia este Constituția Federală, promulgată la data de 5 octombrie 1988. Orice altă legislație sau decizie a tribunalelor și curților trebuie să fie conforme principiilor sale. Statele federale componente au propriile lor constituții, care de asemenea nu pot fi în contradicție cu cea federală. Un caz aparte îl constituie Districtul Federal, care, deși este una dintre cele 27 de unități federative, nu are o constituție proprie, ci o așa-numită „lege organică”, asemenea fiecărui municipiu.
Competența este administrată de către autoritățile din sistemul judiciar, cu toate că în unele situații Constituția Federală permite Senatului să intervină în deciziile juridice. Există, de asemenea, instanțe specializate, cum ar fi Justiția Militară și Justiția Electorală a Muncii, cea mai importantă autoritate în domeniu fiind Curtea Supremă de Justiție. Acest sistem a fost criticat în ultimele decenii, din cauza timpului îndelungat în care sunt luate deciziile finale. Procesele pot dura ani sau chiar mai mult de un deceniu până când sunt finalizate.

### Împărțirea teritorială
Brazilia este o federație constituită prin uniunea indisolubilă a celor 27 de unități federative (26 de state membre și Districtul Federal), având un număr total de 5.564 de municipii. Toate unitățile administrativ-teritoriale dispun de personalitatea juridică a dreptului public, astfel, similar fiecărei persoane fizice de pe teritoriul național (cetățean brazilian sau străin), posedă drepturi și îndatoriri stabilite prin Constituția Federală. Dispun de autoadministrație, autoguvernare și autoorganizare, ceea ce înseamnă că au dreptul să-și aleagă liderii și reprezentanții politici și să-și administreze afacerile publice fără ingerințe din partea altor entități administrative.
Statele și municipiile pot să se separe în mai multe state sau municipii sau să se unească dacă populația aferentă decide în acest sens printr-un referendum. De acest drept nu beneficiază și Districtul Federal.
| Unitățile federative ale Braziliei |             |                 |           |                |
|                                    |             |                 |           |                |
| Unitate                            | Populație   | Suprafață (km²) | Densitate | Capitală       |
| Republica Federativă a Braziliei   | 197.612.814 | 8.511.965       | 65        | Brasília       |
| Acre                               | 665.385     | 152.581         | 4,5       | Rio Branco     |
| Alagoas                            | 3.037.103   | 27.768          | 109,4     | Maceió         |
| Amapá                              | 613.164     | 142.815         | 4,3       | Macapá         |
| Amazonas                           | 3.232.330   | 1.570.746       | 2,7       | Manaus         |
| Bahia                              | 13.815.334  | 564.693         | 24,6      | Salvador       |
| Ceará                              | 8.697.276   | 166.826         | 55        | Fortaleza      |
| Districtul Federal                 | 2.333.108   | 5.822           | 401       | Brasília       |
| Espírito Santo                     | 3.608.365   | 46.078          | 74        | Vitória        |
| Goiás                              | 5.619.917   | 340.087         | 26,5      | Goiânia        |
| Maranhão                           | 6.603.327   | 331.983         | 20        | São Luís       |
| Mato Grosso                        | 2.833.274   | 903.358         | 4,1       | Cuiabá         |
| Mato Grosso do Sul                 | 2.449.468   | 387.125         | 6,86      | Campo Grande   |
| Minas Gerais                       | 19.237.450  | 586.528         | 34        | Belo Horizonte |
| Pará                               | 6.970.586   | 1.247.690       | 6         | Belém          |
| Paraíba                            | 3.595.886   | 56.440          | 63,7      | João Pessoa    |
| Paraná                             | 10.861.856  | 200.315         | 55        | Curitiba       |
| Pernambuco                         | 8.413.593   | 98.312          | 86        | Recife         |
| Piauí                              | 3.106.885   | 251.529         | 13        | Teresina       |
| Rio de Janeiro                     | 15.383.407  | 43.696          | 354       | Rio de Janeiro |
| Rio Grande do Norte                | 3.203.087   | 52.797          | 65        | Natal          |
| Rio Grande do Sul                  | 10.845.087  | 281.749         | 38,5      | Porto Alegre   |
| Rondônia                           | 1.534.594   | 237.576,2       | 13        | Porto Velho    |
| Roraima                            | 391.317     | 224.299         | 1,7       | Boa Vista      |
| Santa Catarina                     | 5.866.568   | 95.346          | 64        | Florianópolis  |
| São Paulo                          | 40.442.795  | 248.209         | 162,9     | São Paulo      |
| Sergipe                            | 1.967.761   | 21.910          | 90        | Aracaju        |
| Tocantins                          | 1.305.728   | 277.621         | 11        | Palmas         |

| Harta politică a Braziliei |
| --- |
| Oceanul · Atlantic Oceanul · Pacific Regiunea Nord Regiunea Nord-Est Regiunea Centru-Vest Regiunea Sud-Est Regiunea Sud Acre Amazonas Pará Roraima Amapá Rondônia Tocantins Maranhão Bahia Piauí Ceará Rio Grande · do Norte Paraíba Pernambuco Alagoas Sergipe Mato Grosso · do Sul Districtul · Federal Goiás Minas Gerais São Paulo Rio de Janeiro Espírito Santo Paraná Santa Catarina Rio Grande · do Sul Argentina Bolivia Chile Columbia Guyana Franceză Guyana Paraguay Peru Surinam Uruguay Venezuela |

### Politica externă și forțele armate
Brazilia este astăzi un lider politic și economic al Americii Latine, deși această calitate este parțial contestată de Argentina și Mexic care se opun intenției Braziliei de a obține un loc permanent în Consiliul de Securitate al Națiunilor Unite, problemele sociale și economice actuale împiedicând Brazilia să facă uz efectiv de puterea sa regională. 

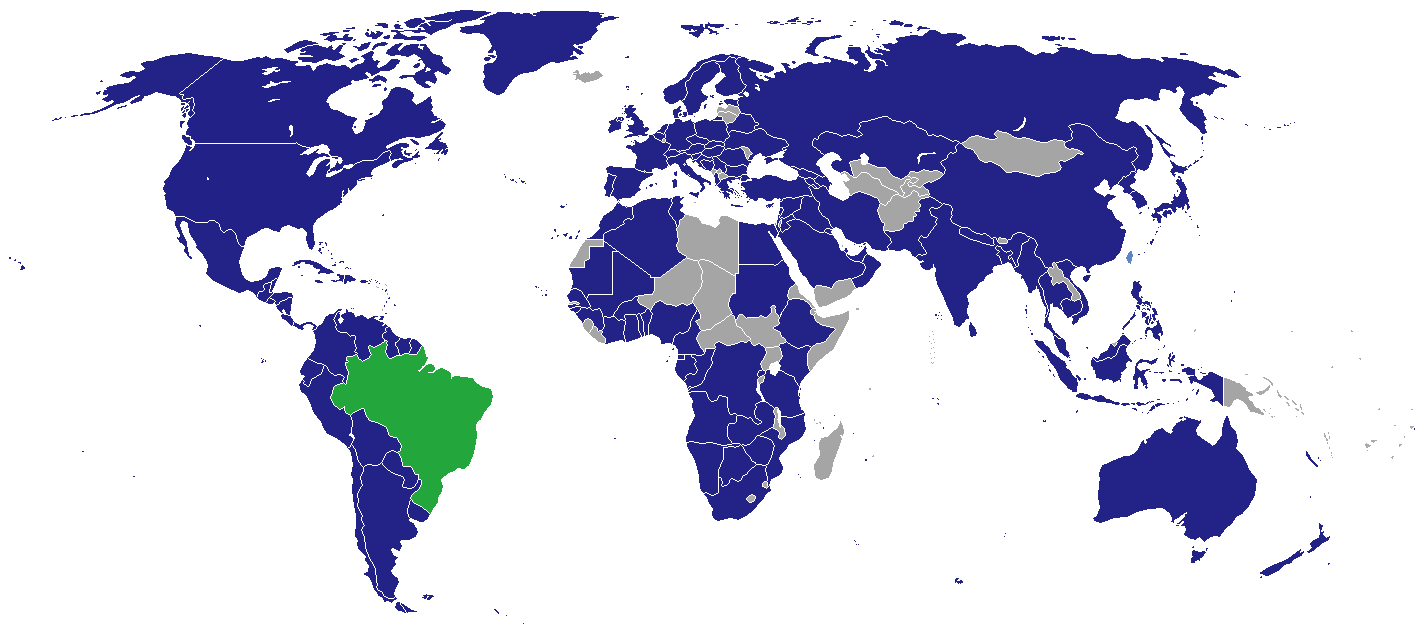
Harta lumii cu țările unde se găsesc ambasade braziliene, marcate în albastru închis.

Între cel de-al Doilea Război Mondial și 1990, guvernele democratice și militare ale țării au încercat să extindă influența Braziliei în lume, continuând să practice o politică industrială și externă independentă. În ultimii ani, țara a schimbat prioritățile politicii sale externe, întărind legăturile cu alte state ale Americii de Sud și a inițiat relații politice multilaterale sub egida Națiunilor Unite și Organizației Statelor Americane.
Politica externă actuală a Braziliei se bazează pe poziția țării ca forță economică și militară regională în America de Sud, statutul de lider printre țările în curs de dezvoltare și aspirația de a dobândi calitatea de o nouă putere mondială. Constituția Federală impune puterii politice să caute integrarea economică, politică, socială și culturală cu vecinii săi și alte state ale Americii Latine.
Forțele Armate Braziliene sunt formate din Armata Terestră Braziliană, Marina Braziliană și Forțele Aeriene Braziliene. Există și Poliția Militară, o unitate auxiliară a armatei terestre aflată sub controlul guvernatorilor statelor. Brazilia dispune, de asemenea, de cea mai mare armată din America Latină.

## Geografie

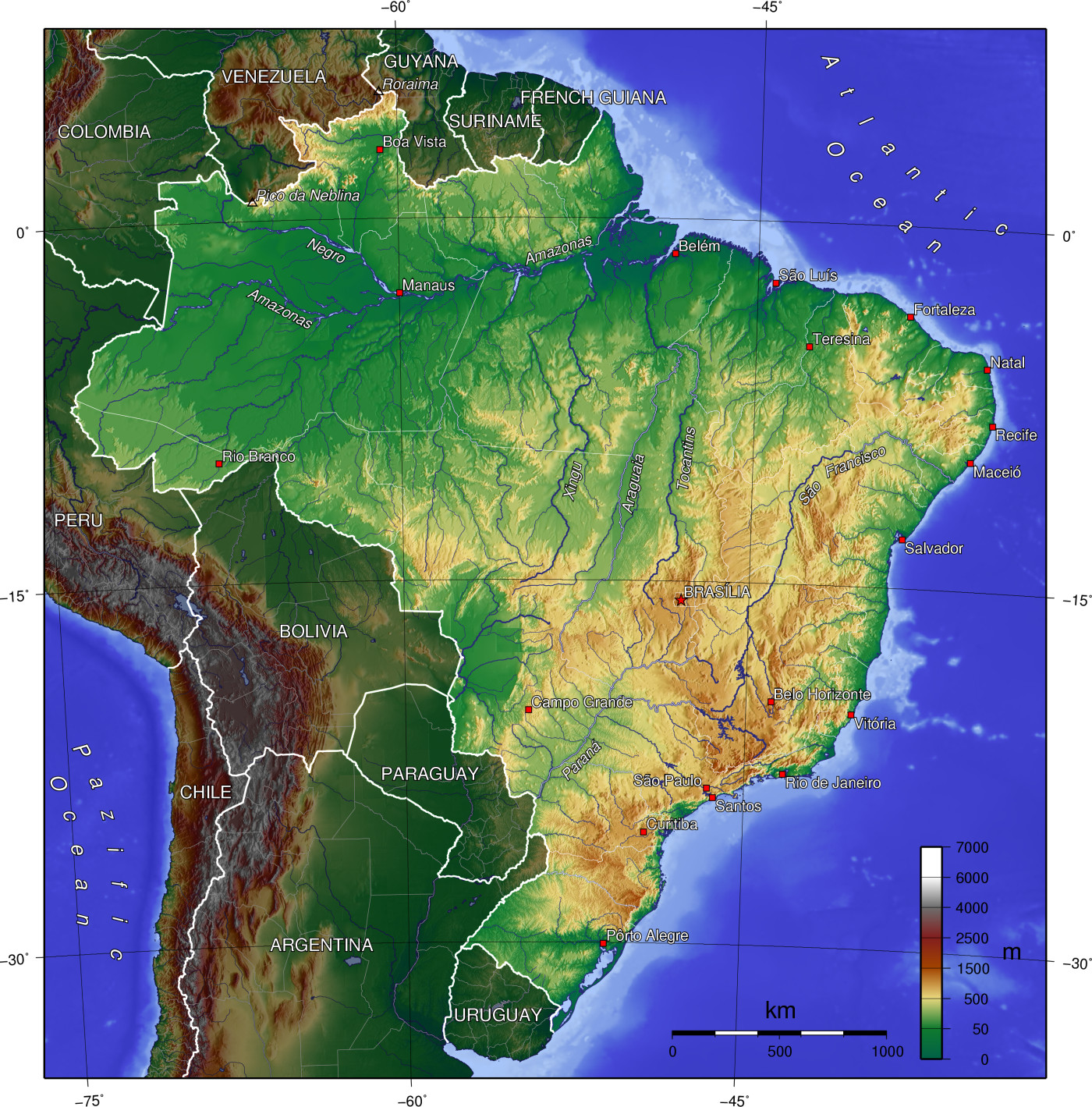
Harta topografică a Braziliei.

Datorită întinderii țării, geografia Braziliei este foarte diversificată, dispunând de regiuni semi-aride, muntoase, tropicale, subtropicale și de varietăți climatice de la cea secetoasă, ploioasă ecuatorială, la un climat mai temperat în zonele sudice. În Brazilia se regăsesc o serie de superlative mondiale, cum ar fi Pantanal în Mato Grosso do Sul, una dintre cele mai mari mlaștini ale lumii și rezervație a biosferei declarată de UNESCO, Insula Bananal, cea mai mare insulă fluvială a lumii, Insula Marajó, cea mai mare insulă fluviomarină, Anavilhanas, unul dintre cele mai mari arhipelaguri fluviale sau fluviul Amazon, cel mai mare fluviu în raport cu debitul apei curgătoare și fluviul ce dispune de cel mai mare bazin hidrografic. De asemenea, Amazonul este și unul dintre cele mai lungi din lume.

### Clima

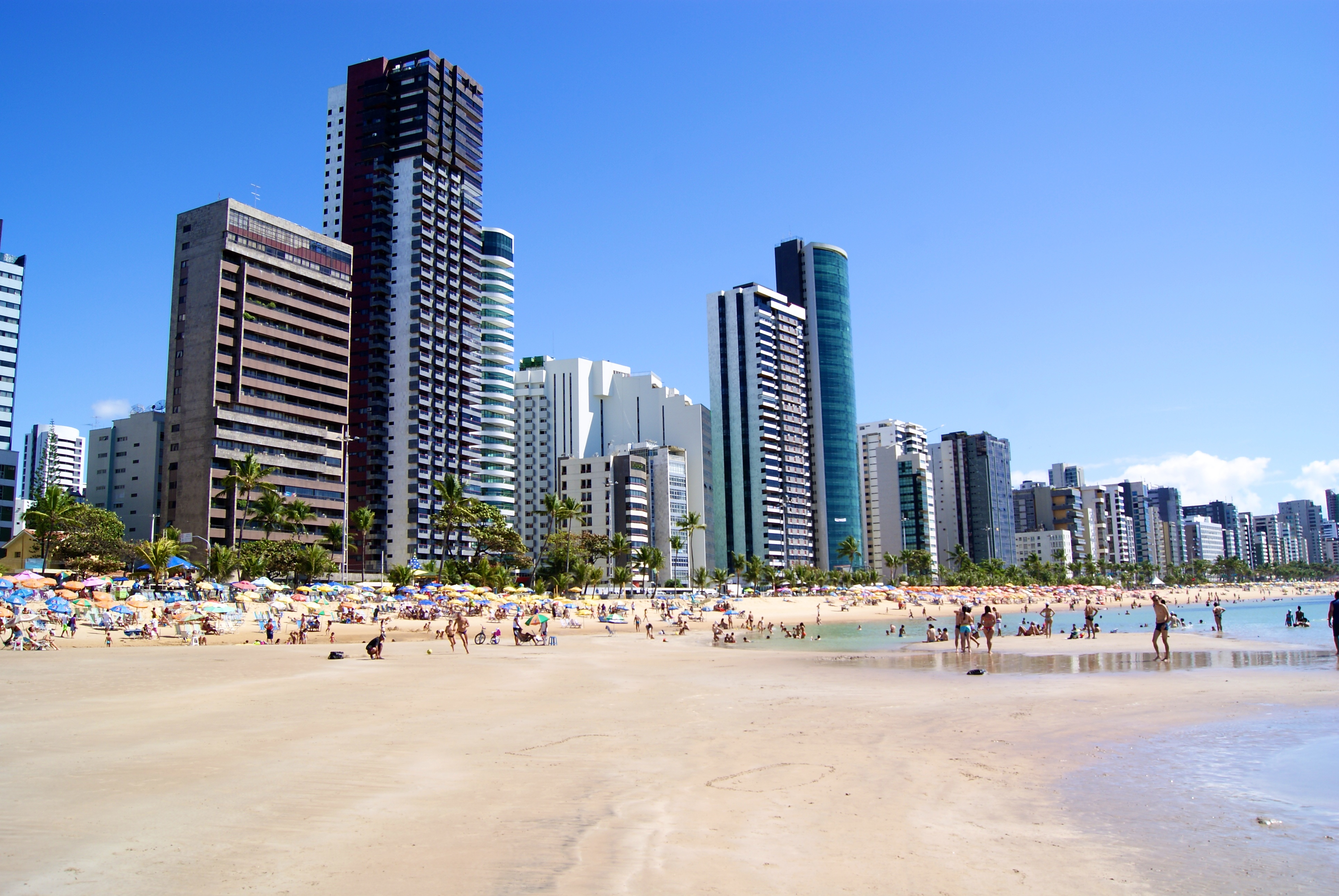
Recife, Pernambuco.

Din cauza efectelor cumulate a mai multor factori, cum ar fi relieful, întinderea teritorială și mai ales dinamica maselor de aer, clima Braziliei este extrem de diversificată. Vânturile influențează atât temperaturile cât și pluviozitatea, provocând diferențe climatice la nivel regional. Interferențele maselor de aer au loc cel mai frecvent între masa ecuatorială (continentală și oceanică), cea tropicală (continentală și oceanică) și cea polară oceanică.
Clima Braziliei este foarte umedă, având caracteristici diverse, spre exemplu este foarte umed-călduroasă ecuatorială în ținuturile septentrionale, foarte umed-subtropicală în regiunea sudică și São Paulo sau foarte umed-călduroasă tropicală într-o fâșie îngustă a litoralului, între orașele Rio de Janeiro și São Paulo. Clima umedă se întâlnește și în alte regiuni ale țării: umed-călduroasă ecuatorială dominantă în Acre, Rondônia și Roraima și cu influențe asupra vremii în Mato Grosso, Amazonas, Pará și Amapá și tropicală prezentă în São Paulo și Mato Grosso do Sul. Diferite varietăți ale climei umede influențează și alte părți ale Braziliei. Clima aridă și semi-aridă este limitată la regiunea Nord-Est.
Deși clima braziliană este foarte variată, ea rămâne relativ stabilă, iar catastrofele meteorologice au loc cu o frecvență relativ redusă. Totuși, marele ciclon Catarina a cauzat în anul 2004 pierderi semnificative în regiuni din Rio Grande do Sul și Santa Catarina.
Cea mai înaltă temperatură înregistrată în Brazilia a fost de 44,7 °C în Bom Jesus, în Piauí, la data de 21 noiembrie 2005. La extrema cealaltă, cea mai scăzută temperatură a fost de –17,8 °C în Urubici, Santa Catarina, înregistrată la data de 29 iunie 1996.

### Ape

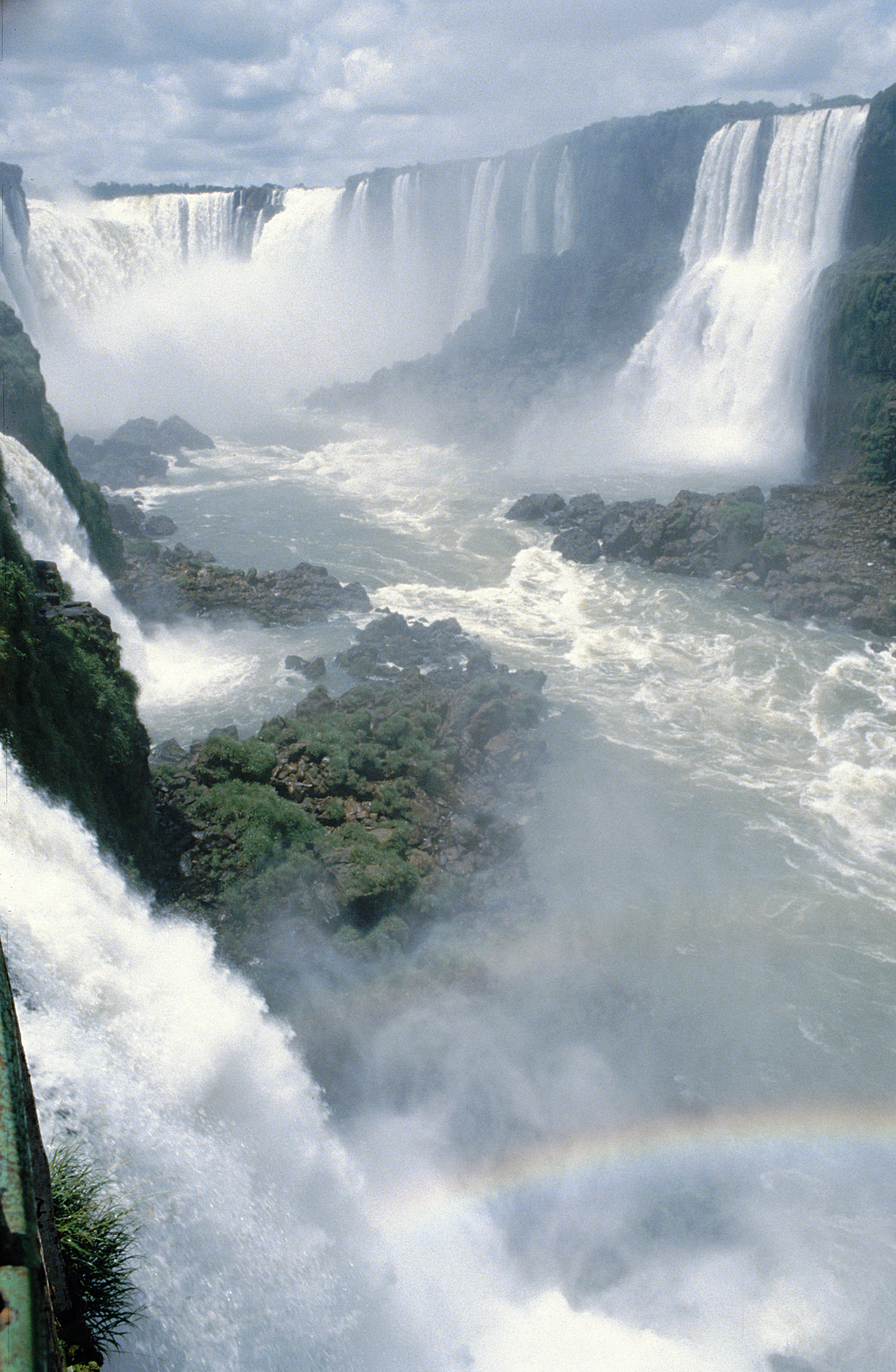
Cascadele de pe Iguazú situate la frontiera dintre Brazilia și Argentina.

Brazilia dispune de cea mai întinsă rețea hidrografică a lumii. Principale fluvii care formează cele mai importante bazine sunt Amazon, São Francisco, Paraná, Uruguay și Paraguay. Amazonul este cel mai lung fluviu din lume (după Nil), traversând Brazilia de la vest la 
est prin Pădurea Amazoniană. Bazinul său este cel mai întins, peste 60% din acesta desfășurându-se pe teritoriul acestei țări, cuprinzând fluviul propriu-zis și alte aproximativ 1.100 de râuri. Amazonul în sine se formează pe teritoriul Braziliei la confluența râului Negro cu râul Solimões.

### Mediul înconjurător
Teritoriul Braziliei cuprinde o gamă variată de ecosisteme, cum ar fi Pădurea Amazoniană, recunoscută că fiind cea mai diversificată din punct de vedere biologic din lume, Pădurea Atlantică sau Cerrado. 

### Flora și fauna
Bogăția naturală a Braziliei se reflectă prin varietatea biotopurilor, existând totuși multe aspecte necunoscute încă, specii noi de animale și plante fiind descoperite aproape zilnic. Oamenii de știință estimează că numărul total al speciilor de animale și plante poate să se apropie de patru milioane, existând peste 56.000 de specii de plante, 3.000 specii de pești de apă dulce, 517 specii de amfibieni, 1.677 specii de păsări și 530 de specii de mamifere, numărul speciilor de insecte depășind 10.000.
Printre mamiferele mari se numără puma, jaguarul, ocelotul, câinele sud-american și vulpea. Alte specii precum pecarul, tapirul, furnicarul, leneșul, oposumul și animalul tatu sunt de asemenea foarte răspândite și au un efectiv mare de indivizi. Pădurile din sud sunt populate de cerbi, iar maimuțele, prezente sub diverse specii, sunt foarte răspândite în întinderile păduroase din partea de nord a țării.
Problemele Braziliei legate de protejarea mediului înconjurător sunt atât de acute încât au provocat reacții internaționale. Moștenirea naturală a țării este amenințată de activitățile economice intensive cum sunt creșterea bovinelor, agricultura, exploatarea forestieră, mineritul, extragerea uleiului și gazului, pescuitul intensiv, urbanizarea, incendiile, schimbările climatice, comerțul cu animale, construirea barajelor, poluarea apelor și apărarea speciilor invazive. În multe părți ale țării dezvoltarea economică rapidă amenință ambianța naturală, rezolvarea căreia este, alături de cea a problemelor sociale, una dintre cele mai importante sarcini de pe agenda guvernului brazilian.

## Demografie

### Naționalități și etnii
Populația Braziliei este compusă din grupări etnice și rasiale diverse. Ultimul recensământ, realizat de Institutul Brazilian de Geografie și Statistică, a pus în evidență următoarele date statistice: din punct de vedere rasial, o pondere de 77% a populației este reprezentată de Albi, 12% — pardo (brunii), 6% — negri, 3% — asiatici, iar 1% — reprezentanți ai populației indigene. În perioada de stăpânire portugheză, aproximativ 700.000 de coloniști din Portugalia și peste 2 milioane de sclavi aduși din Africa au populat teritoriul actual al Braziliei.
Începând cu perioada târzie a secolului al XIX-lea, Brazilia și-a deschis frontierele imigranților și au intrat în țară persoane din aproximativ 60 de state. 5 milioane de imigranți europeni au ajuns în Brazilia numai între anii 1870 și 1953, majoritatea fiind de origine italiană, portugheză, spaniolă și germană. La începutul secolului al XX-lea, fluxul de imigranți din Asia, mai ales din Japonia și Orientul Mijlociu, a cunoscut o creștere semnificativă în ponderea imigranților. Aceștia și urmașii lor au influențat puternic compoziția etnică a Braziliei, ducând la apariția a nenumărate diaspore care există și astăzi. Aici trăiește cea mai mare populație de origine italiană din afara frontierelor Italiei, cea mai mare populație de origine japoneză din afara teritoriului Japoniei, mai mulți libanezi decât în Liban(7 milioane) și cea de-a doua populație ca număr de origine germană care trăiește în afara statului german. În general, majoritatea cetățenilor brazilieni au origine mixtă, euro-afro-amerindiană. Întreaga populație poate fi considerată un amalgam etnic singular, dar fără subgrupuri etnice clare.

### Limbi

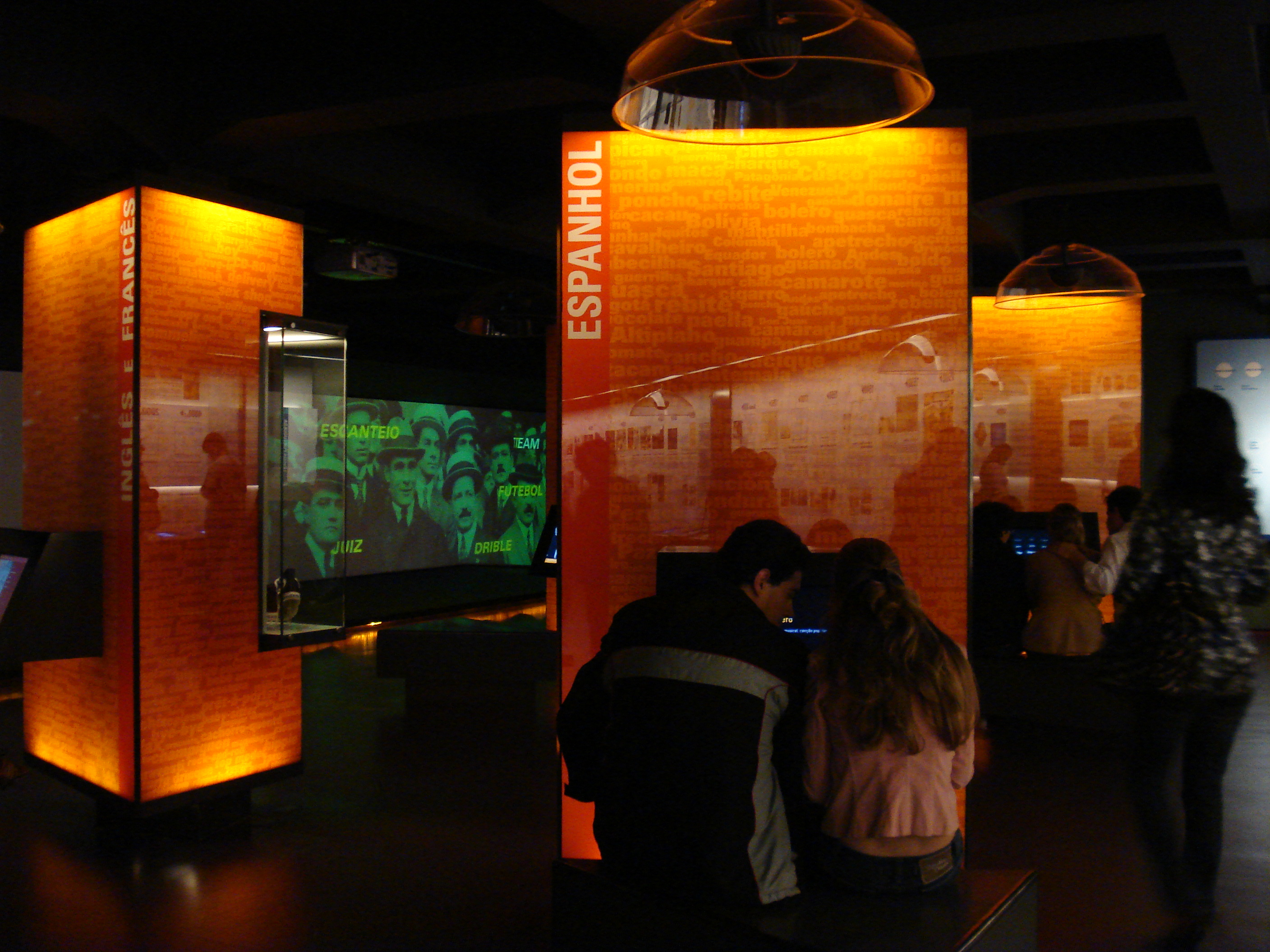
Expoziție în Muzeul Limbii Portugheze din São Paulo.

Unica limbă oficială a Braziliei este portugheza, vorbită și scrisă de majoritatea populației. Portugheza este folosită în administrație, justiție, învățământ, medii de informare și afaceri. Brazilia este singura țară a Americilor unde această limbă are statut de limbă oficială. 
Limbajul brazilian al semnelor — limbajul semnelor folosite în comunicare de către persoanele surdo-mute — este și el recunoscut ca mijloc de comunicare legal în Brazilia.
Varianta braziliană a portughezei se deosebește de alte variante, mai ales de cea vorbită în Portugalia. Ca o consecință a diferențelor geopolitice și culturale dintre Brazilia și Portugalia și a normelor lingvistice diferite care s-au dezvoltat independent de-a lungul anilor în cele două țări, portugheza braziliană și portugheza europeană nu au evoluat uniform. Sunt multe diferențe atât în limbajul comun cât și în cel literar, în special în fonetică, ortografie și sistemul pronumelor. Cu toate acestea, deosebirile existente între cele două versiuni ale limbii nu au condus la imposibilitatea înțelegerii reciproce a limbii vorbite. Portugheza braziliană vorbită dispune de o bogată varietate a dialectelor, fapt justificat prin diferențele etno-regionale și sociale de pe întinsele teritorii ale statului.
În Brazilia se vorbesc și limbile minorităților, atât cele ale indigenilor, cât și cele aparținătoare imigranților. La ora actuală există 235 de limbi vorbite pe teritoriul brazilian, multe autohtone, dar și limbi europene, precum germana, italiana, dar și japoneza.

### Aglomerări urbane
Cele mai importante aglomerări urbane ale Braziliei s-au format în jurul orașelor São Paulo, Rio de Janeiro, Recife, Belo Horizonte, Brasília și Fortaleza. Exceptând orașele Vitória (Espírito Santo) și Florianópolis (Santa Catarina), toate capitalele statelor federale sunt și cele mai mari orașe din respectivele unități administrative. Totuși există și alte aglomerări urbane având ca centru un oraș care nu este reședința statului din care face parte, cum ar fi Campinas, Santos și Vale do Paraíba în statul São Paulo, Vale do Aço în Minas Gerais și Vale do Itajaí în Santa Catarina.

### Educație

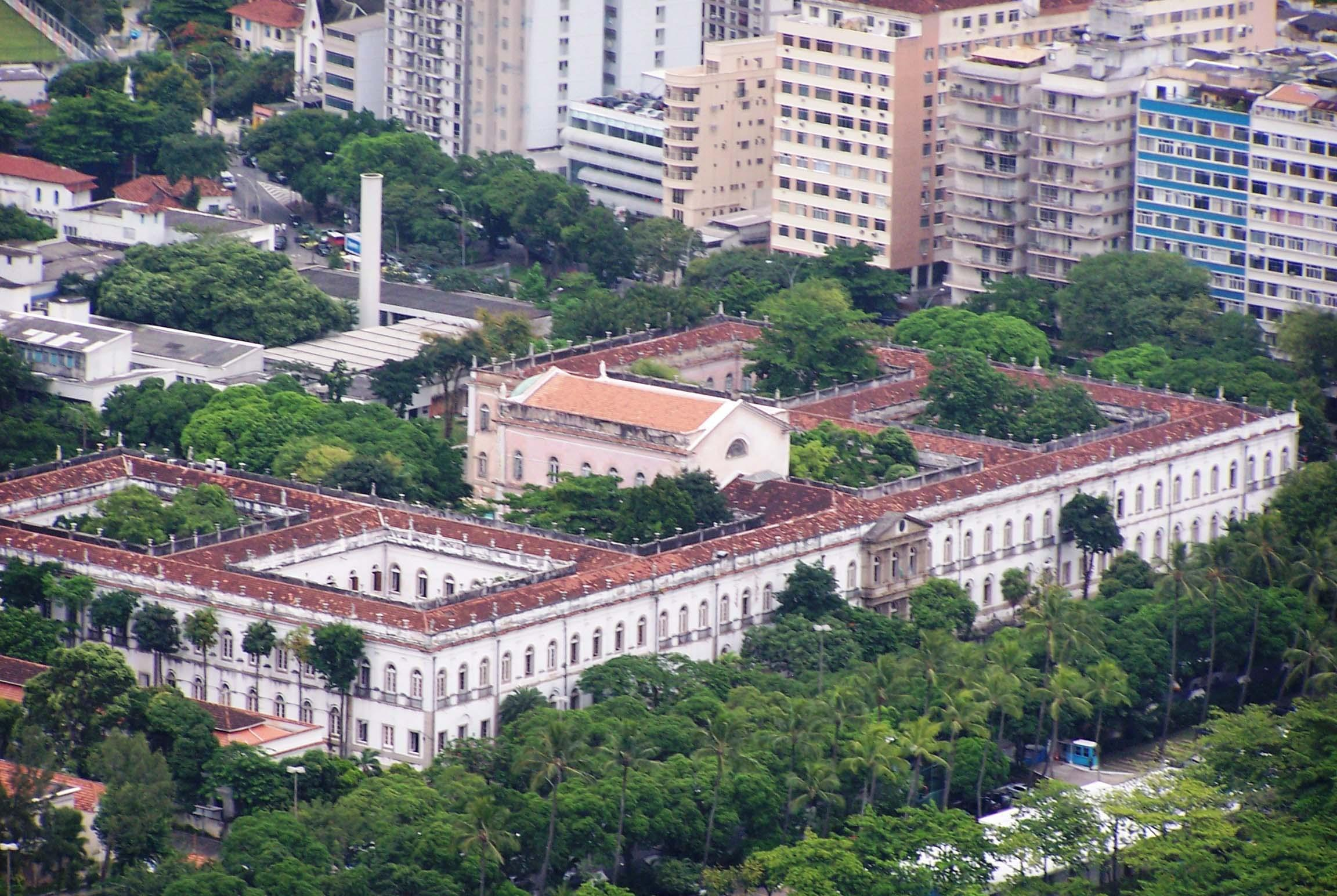
Clădirea Universității Rio de Janeiro

Constituția Federală și Legea Directivelor și Bazelor Educației Naționale impune Guvernului Federal, autorităților federative și municipale obligația organizării și administrării sistemelor de învățământ din unitățile teritoriale în care își exercită autoritatea. Sistemele de educație publică sunt responsabile pentru propria lor întreținere și de administrarea fondurilor alocate. Conform Constituției, 25% din bugetul statului și 18% din fondurile colectate din impozite sunt alocate pentru sectorul educației publice.
Conform datelor PNAD, în 2007, 1,470 milioane de oameni, adică 0,75% din populația Braziliei erau analfabeți, iar analfabetismul funcțional atingea o pondere de 0,6% din numărul total al cetățenilor. În regiunile nord-estice, numărul analfabeților este cel mai mare, ponderea lor atingând 19,9%. Procentajul persoanelor care frecventau o formă de învățământ preuniversitar a fost în 2007 de 99% în categoria de vârstă de 6–14 ani și de 92,1% în categoria 15–17 ani.
Învățământul superior începe cu conferirea de cursuri secvențiale care pot oferi opțiuni de specializare academică sau profesională. În funcție de tipul de școală, studenții își pot compensa deficiențele educative acumulate prin cursuri pentru adulți stricto sensu sau lato sensu.

### Sănătate
Sistemul public de sănătate din Brazilia este administrat și susținut financiar la toate nivelurile de către guvern, în timp ce sistemele private de asigurări de sănătate au un rol auxiliar. Sistemul public de sănătate, în prezent se confruntă cu serioase dificultăți marcate de criza fondurilor financiare, alocările defectuoase ale fondurilor și resurselor. Aceste aspecte au condus la disfuncționalități majore în desfășurarea actului medical, ce se manifestă în primul rând prin nemulțumiri în rândul cadrelor medicale, dar și la frecvența ridicată a cazurilor de malpraxis medical. Un caz de notorietate internațională, intens mediatizat, a fost cel al Marianei Bridi da Costa, care a decedat în ianuarie 2009 după ce boala ei a fost diagnosticată greșit.

## Economie
Brazilia este cea mai mare putere economică națională a Americii Latine, ocupând locul șapte în lume după produsul intern brut bazat de pe paritatea puterii de cumpărare, conform datelor Fondului Monetar Internațional, având sectoarele agriculturii, mineritului, industriei și serviciilor bine dezvoltare, dar și o forță de muncă suficientă. Exporturile braziliene sunt într-o creștere vertiginoasă. Produsele principale destinate exportului includ aeronave, cafea, automobile, soia, fier, suc de portocale, oțel, etanol, țesături, pantofi, carne de vacă conservată și mașini electrice. Țara și-a extins prezența pe piața internațională și face parte, împreună cu India, China și Rusia, din grupul celor patru economii cu o dezvoltare rapidă, numit BRIC. În 2007, guvernul brazilian a început să realizeze un plan cvadrienal al cărui scop este modernizarea rețelei rutiere statale, centralelor electrice și porturilor principale.
Realul brazilian (R$) a fost legat cu dolarul american între 1994 și 1999. După criza financiară din Asia din anul 1997, datoriile către Rusia din 1998, dar și seria de evenimente financiare adverse care au urmat, au cauzat eliberarea unui curs de schimb al monedei în 1999 de către Banca Centrală a Braziliei. Brazilia a primit pachetul de salvare de la FMI la jumătatea anului 2002, obținând 55,4 miliarde de dolari americani, o sumă record la acea dată. Împrumutul a fost plătit în 2005.

### Structura economică și energetică

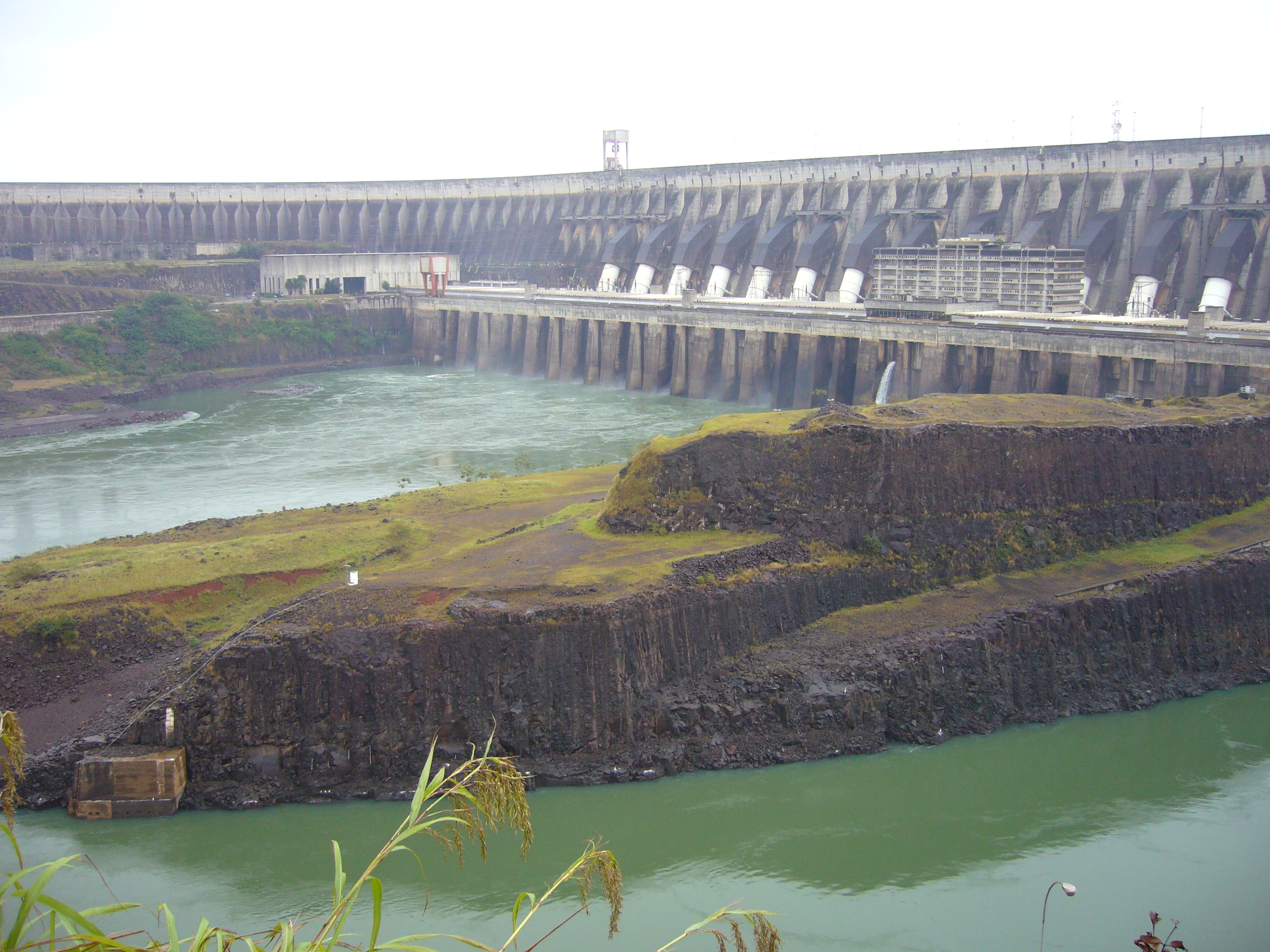
Centrala Hidroelectrică Itaipu, cea mai mare din lume după energia generată.

Portofoliul investițiilor în economia Braziliei este diversificat, cuprinzând agricultura, industria și sfera serviciilor. Brazilia devine o putere globală datorită economiei care a cunoscut o dezvoltare vertiginoasă. Creșterea susținută a economiei a fost posibilă datorită conjuncturilor pieței mondiale favorabile exporturilor braziliene. Creșterea prețurilor la principalele mărfuri agro-zootehnice de export, cum ar fi carnea și soia a contribuit substanțial la creșterea PIB-ului. Agricultura, împreună cu sectoarele înrudite, silvicultura, exploatarea forestieră și pescuitul, producea 5,1% din PIB în anul 2007. Industria braziliană, cuprinzând diverse domenii — industria automobilelor, producția oțelului și produselor petrochimice, industria producerii calculatoarelor, aeronavelor și bunurilor durabile — contribuia cu 30,8% la PIB-ul național. Producția industrială, atât cea tradițională cât și cea modernă, avansată tehnologic, se concentrează în partea de sud a țării.
Brazilia ocupă locul zece pe lista țărilor după consumul de energie electrică. Energia electrică se produce atât pe baza resurselor regenerabile, mai ales prin valorificarea potențialului hidroenergetic și etanolului, cât și pe baza celor clasice, reprezentate de energia termoelectrică bazată pe hidrocarburi, gaze naturale și păcură. Datorită recentelor descoperiri de zăcăminte de țiței se presupune că țara ar putea deveni o putere energetică mondială.. Ministerul Minelor și Energiei, Consiliul Național pentru Politica Energetică, Agenția Națională a Petrolului, Gazului Natural și Biocombustibililor și Agenția Braziliană de Reglementare în Domeniul Energetic sunt organele guvernamentale responsabile de politica energetică a țării.

### Transportul
Pe teritoriul Braziliei există aproximativ 2.500 de aeroporturi, incluzând aici și pistele de aterizare, doar Statele Unite ale Americii având un număr mai mare de aerogări. Aeroportul Internațional São Paulo-Guarulhos, amplasat în apropierea orașului, este cel mai mare și mai aglomerat aeroport al țării, acest lucru datorându-se traficului intern de mărfuri și persoane, dar și faptului că São Paulo are legături aeriene permanente cu aproape fiecare oraș important al lumii. În Brazilia există 34 de aeroporturi internaționale.
Dat fiind faptul că Brazilia are 1.355.000 de kilometri de autostrăzi și drumuri naționale, căile rutiere sunt cel mai des folosite în transportul mărfurilor, dar și al pasagerilor. Totuși, guvernul brazilian a început recent să sprijine și alte infrastructuri de transport, mai ales extinderea rețelei de căi ferate, un exemplu pentru inițiativele recente în acest sector fiind promovarea unui proiect de construire a unei linii feroviare de mare viteză care ar lega orașele São Paulo și Rio de Janeiro. De asemenea, pe teritoriul Braziliei există și 37 de porturi maritime internaționale, cel mai mare fiind situat în orașul Santos.

### Știința și tehnologia
Domeniul științei a început să se dezvolte pe teritoriul brazilian la începutul secolului al XIX-lea, după instalarea familiei regale portugheze în Rio de Janeiro. Înaintea acestui eveniment, Brazilia a fost o colonie săracă, fără nicio universitate sau societate științifică, ceea ce era în contrast cu fostele colonii spaniole unde — în ciuda procentului mare de analfabeți — încă din secolul al XVI-lea au existat instituții de învățământ superior.
Cercetările tehnologice în Brazilia sunt în mare parte realizate de universitățile publice și institutele de cercetare. Totuși, aproximativ 73% din finanțările destinate cercetărilor sunt încă asigurate de surse guvernamentale. Unele dintre cele mai notabile institute tehnologice ale Braziliei sunt Oswaldo Cruz, Institutul Bunantan, Comanda Generală de Tehnologia Aerospațială, Întreprinderea Braziliană a Cercetării Agrare și Institutul Național de Cercetările Spațiale. Brazilia are cel mai bine dezvoltat program spațial din America Latină, cu resurse semnificative de combustibil necesar rachetelor de lansare și cu o producție a sateliților artificiali. La data de 14 octombrie 1997, Agenția Spațială Braziliană a semnat un acord cu NASA în vederea construcției unor module pentru Stația Spațială Internațională.
Uraniul îmbogățit, produs în uzina de combustibil nuclear din Resende, Rio de Janeiro, este de asemenea folosit pentru asigurarea nevoilor energetice ale statului. Brazilia dispune și de un laborator sincrotron, un accelerator de particule (electroni și pozitroni) utilizat în cercetările din domeniul fizicii, chimiei și biologiei.

## Cultură

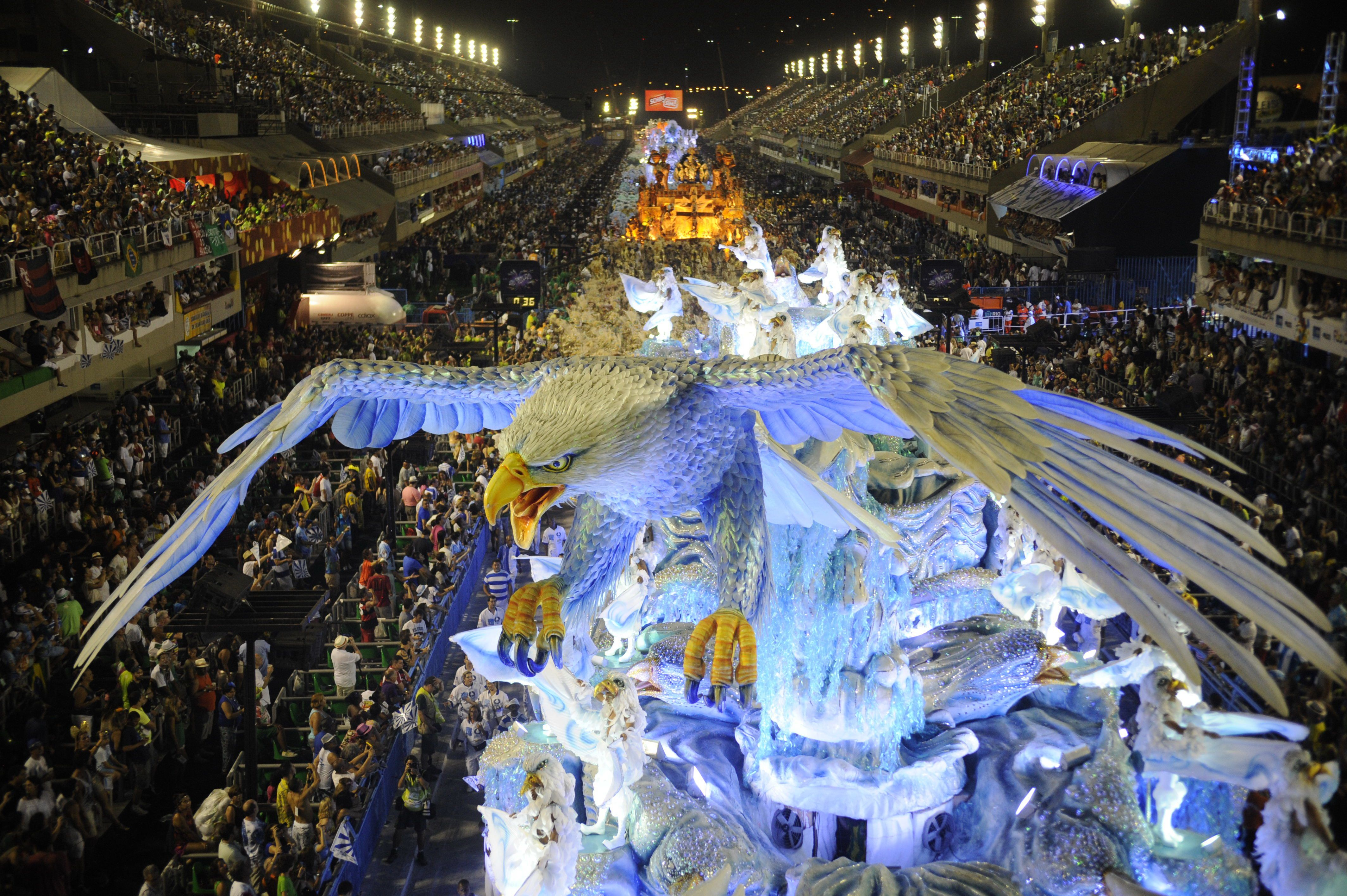
Carnavalul de la Rio de Janeiro.

Cultura braziliană este foarte diversificată datorită caracterului complex al societății. A fost puternic influențată de tradițiile și obiceiurile de origine europeană, africană și autohtonă. Se bazează, în special, pe un substrat al culturii portugheze, fapt datorat lungii perioade de timp în care Brazilia a fost o colonie portugheză. Printre principalele influențe se numără limba portugheză, catolicismul și stilul manuelin în arhitectură. Imigranții europeni, mai ales germanii și italienii, au contribuit și ei la diversificarea culturii țării. Influențele popoarelor autohtone se pot observa mai ales în arta culinară, dar și prin numeroasele împrumuturi lingvistice, în timp ce sclavii africani eliberați au influențat aproape toate domeniile culturale, în special muzica și dansul.
Primele opere scrise ale literaturii braziliene datează din secolul al XVI-lea. Acestea sunt scrisorile primilor exploratori portughezi care au venit în Brazilia, cum ar fi Pêro Vaz de Caminha, ce a scris în timp ce naviga cu nava lui Pedro Álvares Cabral. Bucătăria prezintă multe diversificări la nivel regional. Tocmai această diversitate se află în concordanță cu structura etnică și națională complexă a țării. Tradițiile muzicale braziliene sunt de asemenea foarte bogate. Stiluri ale muzicii populare includ, printre altele, samba, bossa nova, forró, frevo și pagode. În ce privește alte domenii, istoria cinematografiei își are originea la mijlocul secolului al XIX-lea evoluând constant până astăzi, perioadă în care a obținut și recunoașterea internațională.
Carnavalul brazilian, cu muzica vibrantă și paradele spectaculoase, a devenit unul dintre cele mai răspândite imagini asociate Braziliei, fiind simbolul tinereții, frumuseții și sexualității. Este celebrat înainte de postul mare în toate municipiile țării, însă cele mai impunătoare petreceri au loc în Rio de Janeiro, Salvador, Recife și Olinda.

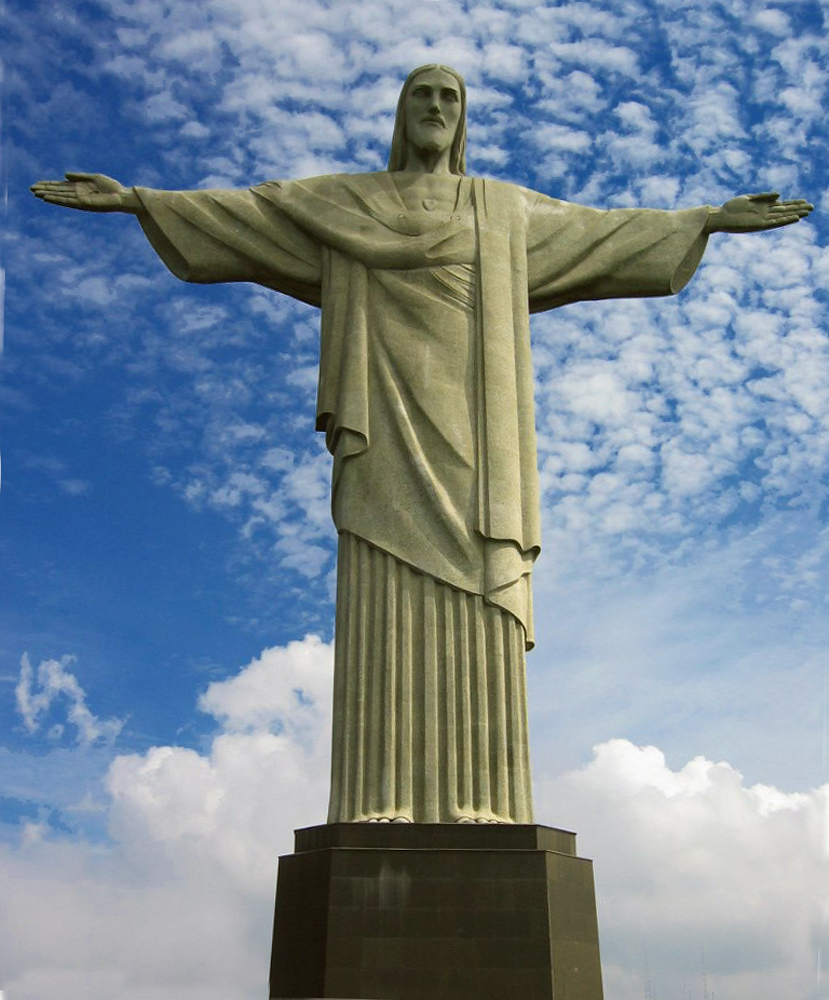
Cristos Mântuitorul în Rio de Janeiro, simbolul catolicismului brazilian.

### Religie
În Brazilia coabitează un număr însemnat de religii, iar constituția statului garantează deplina libertate confesională. Biserica Romano-Catolică este dominantă, Brazilia fiind statul cu populația cea mai mare a catolicilor din lume. Deși separarea statului de biserică s-a produs târziu în comparație cu alte state, abia spre sfârșitul secolului al XIX-lea, Biserica a continuat să aibă ingerințe în afacerile statului. O particularitate a catolicismului brazilian este larga răspândire a teologiei eliberării, concretizată în luări de poziție în favoarea celor exploatați. Între reprezentanții acestui curent s-au numărat Leonardo Boff și Pedro Casaldáliga. Succesorul lui Casaldáliga, arhiepiscopul Leonardo Ulrich Steiner, a fost ridicat în anul 2022 la rangul de cardinal.
Numărul total al protestanților este în creștere. Până în 1970 majoritatea protestanților era constituită din membrii bisericilor protestante tradiționale, cum ar fi luteranii, prezbiterienii și baptiștii. De atunci, numărul penticostalilor și neopenticostalilor a crescut semnificativ. Credințele tradiționale africane și tradiția catolică au cunoscut o simbioză ce a condus la apariția unor religii afro-braziliene cum ar fi macumba, candomblé și umbanda, în timp ce amerindieni practică diverse religii ancestrale.
Conform datelor recensământului din 2000, 75% dintre brazilieni erau romano-catolici, 16% — protestanți, 1% — ortodocși și alți creștini, 1,332% — spiritiști, 0,309% — practicanți ai unor religii africane, 0,01% — practicanți ai religiilor amerindiene, iar 0,806% au declarat altă religie. De asemenea, 7,354% din brazilieni s-au declarat ca fiind agnostici, atei sau fără credință.

### Mass-media
Primul post de televiziune din Brazilia a fost TV Tupi, fondat de către Assis Chateaubriand la data de 18 septembrie 1950. De atunci, numărul posturilor de televiziune a cunoscut o creștere vertiginoasă, înființându-se mari rețele, cum ar fi Rede Globo, Rede Record sau SBT. Astăzi, televiziunea reprezintă un factor important în cultura populară modernă braziliană.
Prima radioemisiune din Brazilia a fost transmisia discursului președintelui Epitácio Pessoa din data de 7 septembrie 1922, dar primul post de radio a fost înființat cu aproape o jumătate an mai târziu — „Rádio Sociedade do Rio de Janeiro” și-a început activitatea la 20 aprilie 1923. Anii '40 ai secolului al XX-lea au reprezentat epoca de aur a radiodifuziunii braziliene, radioul din acea perioadă având un impact social comparabil cu cel al televiziunii din zilele noastre. În prezent, multe din funcțiile posturilor de radio au fost preluate de televiziune. Acum, majoritatea posturilor de radio au grila de programe axată pe emisiunile muzicale și știri.
Anul 1808 este considerat anul nașterii presei din Brazilia. Înaintea sosirii familiei regale portugheze, orice activitate jurnalistică a fost interzisă de autoritățile coloniale, acest lucru reprezentând o particularitate pe continentul american, deoarece în nicio altă colonie niciodată nu s-au impus asemenea restricții. Gazeta do Rio de Janeiro a fost primul ziar publicat la scară națională și a început să circule la 10 septembrie 1808. Astăzi, presa reprezintă atât o sursă de informare zilnică, prezentând articole din diverse domenii ale vieții, cât și o sursă de informații generale, oferind cititorilor o gamă largă de reportaje ș.a.m.d din diferite domenii.

### Sport

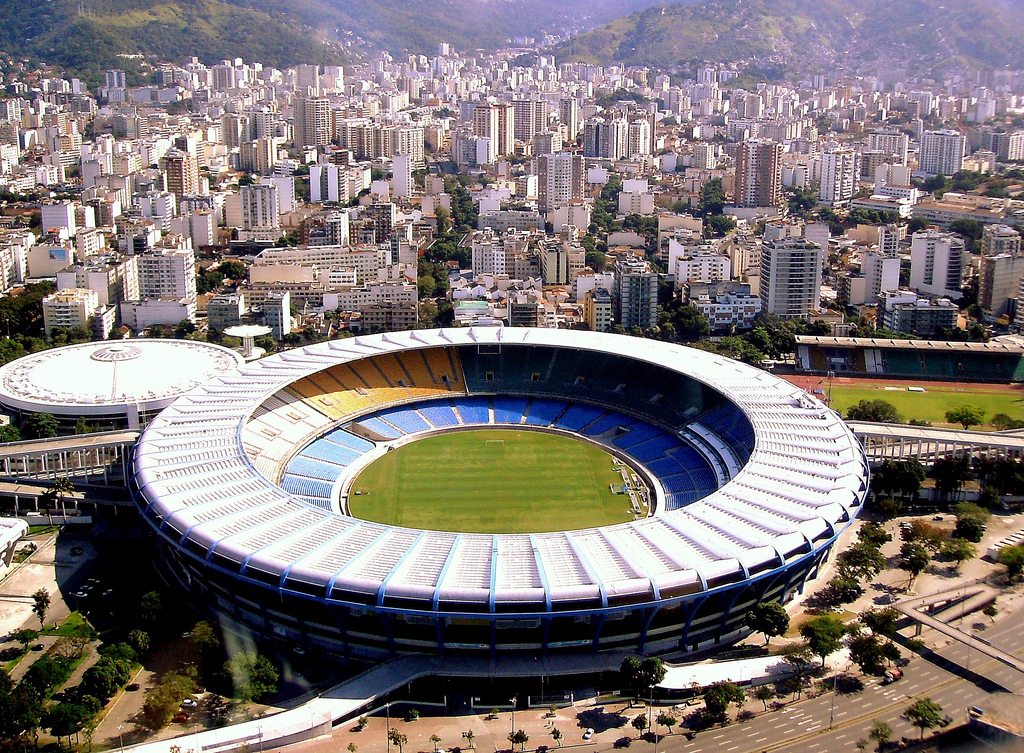
Stadionul Maracanã

Fotbalul este sportul cel mai popular în Brazilia. Selecționata de fotbal a acestei țări ocupă în prezent locul patru în clasamentul echipelor naționale conform FIFA. Brazilia a câștigat Cupa Mondială de cinci ori (1958, 1962, 1970, 1994, 2002), deținând astfel recordul mondial, fiind țara cu cele mai multe astfel de titluri. În domeniul automobilismului, șoferii brazilieni de Formula 1 au devenit campioni mondiali de opt ori: Emerson Fittipaldi în 1972 și 1974, Nelson Piquet în 1981, 1983 și 1987, iar Ayrton Senna în 1988, 1990 și 1991. Baschetul, voleiul și artele marțiale sunt și ele discipline sportive populare. De asemenea, tenisul, handbalul, înotul și gimnastica devin din ce în ce mai practicate. Există și câteva sporturi care s-au înființat sau dezvoltat în Brazilia, cum ar fi fotbalul pe plajă, futsalul și voleiul cu piciorul — variantele fotbalului, capoeira, vale tudo și varianta braziliană de jiu-jitsu.
Brazilia a găzduit o varietate de evenimente sportive: țara a organizat ediția din 1950 a Cupei Mondiale la fotbal și a fost aleasă pentru a găzdui Campionatul Mondial de fotbal din 2014. Circuitul situat în São Paulo, Autódromo José Carlos Pace, găzduiește anual Marele Premiu al Braziliei în cadrul campionatului mondial de Formula 1. În São Paulo s-a organizat de asemenea și Jocurile Pan Americane din 1963, iar în Rio de Janeiro au avut loc Jocurile Pan Americane din 2007. De asemenea, Brazilia a încercat pentru a patra oară să organizeze Jocurile Olimpice de Vară la Rio de Janeiro, ultima dată participând la selecția pentru ediția din 2016., ea fiind aleasă ca organizatoare a Jocurilor Olimpice de la Rio de Janeiro din 2016.